# European land mammal age
De European Land Mammal Ages (afgekort: ELMA) zijn een quasi-chronologische indeling van sedimentaire gesteentelagen in Europa, gebaseerd op de fossielen van op het land levende zoogdieren.
De ELMA's beslaan alleen het Cenozoïcum (de laatste 66 miljoen jaar). Elke ELMA bevat een bepaald typisch assemblage van fossielen van zoogdieren. In de stratigrafie ("biostratigrafie") worden zulke indelingen etages of biozones genoemd. Daarnaast zijn ze wel als tijdsaanduiding gebruikt ("tijden", in het Engels "ages"). In veel gevallen is dit niet helemaal correct, omdat de verschijning van nieuwe soorten zoogdieren niet overal op hetzelfde moment plaatsvond. Het begin van een ELMA kan op verschillende locaties daarom een verschillende ouderdom hebben: de ELMA's zijn diachroon van aard.
Desondanks hebben ELMA's grote waarde voor het onderzoek naar de ontwikkeling van zoogdieren. De etages zijn correleerbaar door grote delen van Europa. De ELMA's zijn lokaal ook gecorreleerd met de geologische tijdschaal van de ICS, die alleen niet-diachrone indelingen bevat.
| ELMA                             | Tijd geleden (bij benadering, in Ma) | ICS-tijdvak                | Naamgevende locatie        |
| -------------------------------- | ------------------------------------ | -------------------------- | -------------------------- |
| Aurelien                         | ?                                    | Pleistoceen                | ?                          |
| Galerien                         | ?                                    | Pleistoceen                | ?                          |
| Villafranchien                   | 3,5 - 1,0                            | Plioceen - Pleistoceen     | Villafranca d'Asti, Italië |
| Ruscicien                        | 5,3 - 3,5                            | Plioceen                   | Roussillon, Frankrijk      |
| Turolien                         | 9,0 - 5,3                            | Mioceen                    | Teruel, Spanje             |
| Vallesien                        | 11,6 - 9,0                           | Mioceen                    | Vallès-Penedès, Spanje     |
| Astaracien                       | 16,0 - 11,6                          | Mioceen                    | Astarac, Frankrijk         |
| Orleanien                        | 20,0 - 16,0                          | Mioceen                    | Orléans, Frankrijk         |
| Agenien                          | 23,03 - 20,0                         | Mioceen                    | Agen, Frankrijk            |
| Arvernien                        | 29,2 - 23,03                         | Oligoceen                  | Auvergne, Frankrijk        |
| Suevien                          | 33,8 - 29,2                          | Oligoceen                  | ?                          |
| Headonien                        | 37,2 - 33,8                          | Oligoceen                  | Headon Hill, Isle of Wight |
| Robiacien                        | 42,7 - 37,2                          | Eoceen                     | ?                          |
| Geiseltalien                     | 48,5 - 42,7                          | Eoceen                     | Geiseltal, Duitsland       |
| Grauvien                         | 50,8 - 48,5                          | Eoceen                     | ?                          |
| Neustrien (inclusief Sparnacien) | 55,0 - 50,8                          | Eoceen                     | ?                          |
| Cernaysien                       | 55,9 - 55,0                          | laatste Paleoceen - Eoceen | Cernay-lès-Reims           |